# Ujamaa

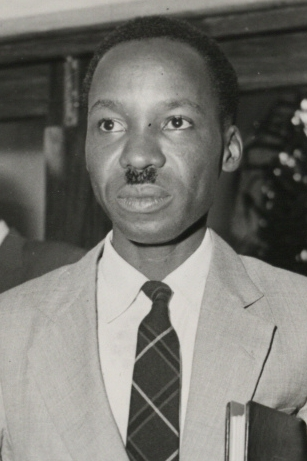
Julius Nyerere

El Ujamaa es un concepto del socialismo africano que fue la base para las políticas de desarrollo social y económico de Julius Nyerere en Tanzania tras independizarse de Reino Unido en 1961.

## Etimología
Ujamaa es una palabra del idioma suajili, lengua nacional de Tanzania, y se podría traducir como «hermandad», «familia extensa» o, en un sentido político, «socialismo». Proviene de jamaa («familia»), que a su vez proviene del árabe جماعة (jama'a, «grupo [de gente]»), con el prefijo u-, que en castellano equivale al sufijo -dad.

## Historia

### Ideología y práctica
En 1967, el presidente Nyerere publicó su plan de desarrollo, que se tituló la Declaración de Arusha, en la que Nyerere señaló la necesidad de un modelo africano de desarrollo y que formó la base del socialismo africano. Como concepto político, el ujamaa afirma que una persona «es persona» mediante gente o la comunidad. El «espíritu» de los otros o de la comunidad que cohesiona las familias y fomenta la unión, el amor y el servicio.
Nyerere utilizó el concepto de ujamaa como base para un proyecto de desarrollo nacional. Tradujo el ujamaa en un modelo de gestión político-económica a través de varios medios:
- La creación de un sistema unipartidista bajo el liderazgo de la Unión Nacional Africana de Tanganica (TANU), alegando la necesidad de solidificar la cohesión de la recién independiente Tanzania.
- La institucionalización de la igualdad social, económica y política a través de la creación de una democracia centralizada; la abolición de la discriminación basada en el estatus social atribuido; y la nacionalización de los sectores clave de la economía.[2]
- La villagilización de la producción, que esencialmente colectivizó todas las formas de capacidad productiva local.
- El fomento de la autosuficiencia de Tanzania a través de dos dimensiones: la transformación de las actitudes económicas y culturales. Económicamente, todos trabajarían tanto para el grupo como para él mismo; Culturalmente, los tanzanos deben aprender a liberarse de la dependencia de las potencias europeas. Para Nyerere, esto incluía que los tanzanos aprendieran a hacer cosas por sí mismos y aprendieran a estar satisfechos con lo que podrían lograr como estado independiente.
- La implementación de educación gratuita y obligatoria para todos los tanzanos con el fin de sensibilizarlos a los principios del Ujamaa.
- La creación de una identidad tanzana en lugar de tribal a través de medios como el uso del suajili

El liderazgo de Julius Nyerere en Tanzania atrajo la atención internacional y atrajo el respeto mundial por su constante énfasis en los principios éticos como base de las políticas prácticas. Tanzania bajo Nyerere hizo grandes avances en áreas vitales del desarrollo social: la mortalidad infantil se redujo de 138 por 1000 nacidos vivos en 1965 a 110 en 1985; la esperanza de vida al nacer aumentó de 37 en 1960 a 52 en 1984; la matriculación en la educación primaria aumentó del 25% del grupo de edad (solo el 16% de las mujeres) en 1960 al 72% (85% de las mujeres) en 1985 (a pesar del rápido aumento de la población); La tasa de alfabetización de adultos aumentó del 17% en 1960 al 63% en 1975 (mucho más que en otros países africanos) y continuó aumentando. Sin embargo, el Ujamaa (como muchos otros proyectos de colectivización) disminuyó la producción, generando serias dudas sobre la capacidad del proyecto para ofrecer crecimiento económico.
Nyerere utilizó una ley colonial, la Ley de detención preventiva, para aplastar a la oposición.
En 1967, las nacionalizaciones transformaron al gobierno en el mayor empleador del país. El poder adquisitivo disminuyó,  según los investigadores del Banco Mundial, los altos impuestos y la burocracia crearon un ambiente donde los empresarios recurrieron a la evasión, el soborno y la corrupción. En 1973, bajo la Operación Vijiji se llevó a cabo una política de aldeas forzadas para promover la agricultura colectiva.

### Declive y final
Finalmente, varios factores contribuyeron a la caída del modelo de desarrollo basado en el Ujamaa. Entre esos factores estaban las dos crisis del petróleo de los 70, el colapso de los precios de las exportaciones de productos básicos (particularmente café y sisal), la falta de inversión extranjera directa, dos sequías sucesivas y el inicio de la guerra con Uganda en 1978, que desangraba a la joven nación tanzana. En 1985 estaba claro que el ujamaa no había logrado sacar a Tanzania de su pobre estado económico; Nyerere anunció que se retiraría voluntariamente después de las elecciones presidenciales de ese mismo año.

## En cultura popular
La escena hip-hop de Tanzania estuvo muy influenciada por las ideas y temas clave del ujamaa. A principios de siglo, las ideas del ujamaa fueron resucitados a través de «una fuente improbable: raperos y artistas de hip hop en las calles de Tanzania». En respuesta a años de políticos y gobiernos corruptos tras Nyerere, los temas de unidad y familia e igualdad fueron los mensajes enviados en la mayoría de la música producida. Esto fue en respuesta a la opresión de la clase trabajadora y, en cierto sentido, una forma de resistencia. Los principios de la economía cooperativa («personas locales que cooperan entre sí para proveer lo esencial para la vida») están en las letras de muchos artistas tanzanos de hip-hop. Promueven el auto-negocio y las identidades hechas a sí mismas en un esfuerzo por elevar el espíritu de los jóvenes y promover el cambio social.
El ujamaa, entendida como «economía cooperativa», es también el cuarto de los siete principios de la celebración afroamericana de Kwanzaa: «construir y mantener nuestras propias tiendas, comercios y otros negocios y sacar provecho de ellos conjuntamente».
El ujamaa es también el nombre de dos facultades de temática afroamericana, una en la Universidad Cornell y la otra en la Universidad Stanford (EE. UU).

## Lectura complementaria
- A collection of essays on Ujamaa villages, by Kayombo, E. O. [and others] University of Dar es Salaam. [Dar es Salaam] 1971.
- Paul Collier: Labour and Poverty in Rural Tanzania. Ujamaa and Rural Development in the United Republic of Tanzania. New York: Oxford University Press, 1986, ISBN 0198285310
- Nyerere, Julius K. Ujamaa. English Ujamaa--essays on socialism. Dar es Salaam, Oxford University Press, 1968.
- Building Ujamaa villages in Tanzania. Edited by J. H. Proctor. Dar es Salaam, Tanzania Pub. House, 1971.
- Huizer, Gerrit. The Ujamaa village programme in Tanzania: new forms of rural development. The Hague, Institute of Social Studies, 1971.
- Hydén, Göran (1980). Beyond ujamaa in Tanzania: underdevelopment and an uncaptured peasantry. Berkeley: University of California Press. ISBN 0520039971.
- Kijanga, Peter A. S. Ujamaa and the role of the church in Tanzania. Arusha, Tanzania : Evangelical Lutheran Church in Tanzania, c1978.
- Jennings, Michael. Surrogates of the state : NGOs, development, and Ujamaa in Tanzania Bloomfield, CT : Kumarian Press, 2008.
- McHenry, Dean E. (1979). Tanzania's ujamaa villages: the implementation of a rural development strategy. Research series - Institute of International Studies, University of California, Berkeley ; no. 39. Berkeley: Institute of International Studies, University of California. ISBN 0877251398.
- Putterman, Louis G. Peasants, collectives, and choice : economic theory and Tanzania's villages. Greenwich, Conn. : JAI Press, c1986.
- Ujamaa villages : a collection of original manuscripts, 1969-70. Dar es Salaam : [s.n.], 1970.
- Vail, David J. Technology for Ujamaa Village development in Tanzania Syracuse, N. Y. : Maxwell School of Citizenship and Public Affairs, Syracuse University, 1975.